# Manisanda
Manisanda Khin U (birm. မဏိစန္ဒာ ခင်ဦး /mənḭsàɴdà kʰɪ̀ɴ ʔú/) — królowa-małżonka trzech kolejnych królów z dynastii Pagan w Birmie (Mjanmie) końca XI w. Z pochodzenia Monka, królowa ta zasłynęła w historii Mjanmy swoim uwikłaniem w trójkąt miłosny z księciem Kyanzitthą i królem Anawrahtą. Ich historia porównywana jest z legendą o Królu Arturze, Lancelocie i Ginewrze.
Manisanda byłą córką władcy Pegu, będącego poddanym Paganu. Na początku lat 70. XI w. ojciec podarował księżniczkę Anawrahcie w podzięce za pomoc Paganu w odparciu najazdów na Pegu ze strony agresorów z Chiang Mai. Kyanzittha, będący dowódcą armii Paganu, która odparła najeźdźców, podróżował u boku księżniczki Manisandy niesionej w zasłoniętej lektyce. Podczas długiej podróży oboje zakochali się w sobie tak gwałtownie, że o sprawie musiano donieść Anawrahcie. Król o mało co nie zabił Kyanzitthy, a w końcu wygnał swojego adoptowanego syna i najlepszego generała na resztę swego panowania. Mońska księżniczka, która miała wówczas prawdopodobnie nie więcej niż 15 lat, została jedną z królowych Anawrahty.
Niedługo po tych wydarzeniach, w roku 1078, Anawrahta umarł. Królem i kolejnym mężem Manisandy został jego syn – Sawlu. Nie przejawiając zainteresowania rządami w państwie przywołał on z wygnania Kyanzitthę. Jednak ten ponownie nawiązał romans z Manisandą i także Sawlu zmuszony był go wygnać. W tym czasie umarł jej ojciec, władca Pegu, a na jego miejsce Sawlu mianował gubernatorem swojego przyjaciela z dzieciństwa Yamankana. W 1084 r. Sawlu został zamordowany przez Yamankana, który wzniecił rebelię przeciwko władzy Paganu.
Kyanzittha stłumił rebelię i został królem Paganu. Poślubił swoją ukochaną Manisandę, dla której dwukrotnie cierpiał wygnanie, i uczynił ją swą najwyższą królową. Została ona królową małżonką już trzeciego kolejnego władcy z dynastii Pagan.